# Selsawet Dsetkawitschy
Der Selsawet Dsetkawitschy, Dsetkawizki Selsawet (belarussisch Дзеткавіцкі сельсавет; russisch Детковичский сельсовет) ist eine Verwaltungseinheit im Rajon Drahitschyn in der Breszkaja Woblasz in Belarus. Das Zentrum des Selsawets ist das Dorf Dsetkawitschy. Dsetkawizki Selsawet liegt im Nordwesten des Rajons und umfasst 11 Dörfer.